# Edvin Hellgren
Edvin Hellgren (Edvin Erik Hellgren; * 11. Mai 1888 in Österåker; † 25. Februar 1919 in Stockholm) war ein schwedischer Langstreckenläufer.
Bei den Olympischen Spielen 1912 in Stockholm erreichte er im Crosslauf nicht das Ziel.